# De Septimus-Golf
De Septimus-Golf is het tweeëntwintigste album uit de reeks Blake en Mortimer, en het eerste dat door scenarist Jean Dufaux en tekenaars Antoine Aubin en Étienne Schréder geschreven werd. De uitgave van Dargaud-Lombard verscheen in het Nederlands op 4 december 2013.
Chronologisch is het verhaal dat zich afspeelt in juni 1954 een direct vervolg op het sleutelalbum Het Gele Teken dat in december 1953 werd gesitueerd en wordt het direct gevolgd door De Zaak Francis Blake dat zich in diezelfde periode situeert. Na een blik op het verleden van Francis Blake in De Eed van de Vijf Lords en een terugblik op de achtergrond van Philip Mortimer in het dubbelalbum De Sarcofagen van het 6e Continent, wordt nu meer duidelijk over de achtergrond van Olrik.

## Inhoud
Professor Philip Mortimer zoekt in zijn laboratorium - tegen de zin van kapitein Francis Blake - naar de Mega Golven. Hij werkt voort op het werk van Dr. Jonathan Septimus. Septimus liet het boek The Mega Wave, geschreven met het pseudoniem John Wade, en later onderzoekswerk na. De Mega Golf en de Telecephaloscoop zijn hulpmiddelen waarmee de menselijke geest beheerd zou kunnen worden. Het wordt Mortimer duidelijk dat de sleutel tot de oplossing ligt bij zijn Guinea Pig, de gehypnotiseerde Olrik die zich schuil houdt in Limehouse, het toenmalige Londense Chinatown. Mortimer is niet de enige die verder onderzoek wil voeren naar de Mega Golf en op zoek is naar de testpersoon van Dr. Septimus. Een andere groep onderzoekers is ook actief en een onbekende man met bolhoed onderneemt dezelfde zoektocht naar Olrik.

## Trivia
- Het verhaal begint met Trooping the Colour, de verjaardagsparade op Horse Guards Parade ter ere van de heersende koning(in), dan koningin Elizabeth II die in 1954 twee jaar op de troon zat. Haar verjaardag valt wel op 21 april maar Trooping the Colour wordt steeds in de eerste helft van juni gevierd.
- In het verhaal is er een referentie naar Kuifje, die we in de Luchthaven Londen Heathrow aan de douane zien passeren. Kapitein Haddock, buiten beeld, is op dat moment in discussie met de douane omtrent enkele flessen sterke drank.